# هیچکاک (داکوتای جنوبی)
هیچکاک(به انگلیسی: Hitchcock) شهری در ایالت داکوتای جنوبی کشور ایالات متحده آمریکا است که جمعیت آن در سرشماری سال ۲۰۱۰ میلادی، ۹۱ نفر بوده‌است.